# Монастирська операція
Монастирська операція — наступальна операція військ Антанти проти угруповання Центральних держав на Салоніцькому фронті під час Першої світової війни. Операція мала за мету прорив фронту, що стабілізувався на Балканах у ході боїв 1915 року, завдання поразки Болгарському царству й примушення його до виходу з війни, а також зниження тиску на Румунському фронті. Битва мала великий розмах і тривала понад три місяці, однак визначеного результату Союзники не досягли, ними було тільки було захоплене місто Монастир.

## Історія

### Передумови
У березні 1916 року німецькі війська почали перекидати значну частину своїх сил із Балкан, прямуючи на Західний фронт. Сербська армія, після її відновлення і перекидання морем на Халкідонський півострів, зосередила поблизу Салонік значні сили, що складалася з шести піхотних і однієї кавалерійської дивізій, загальною чисельністю в 120 тис. осіб. Загалом Східна армія союзників, з прибуттям у Салоніцький район сербів, налічувала вже у своїх рядах до 300 тис. військових.
У серпні 1916 року Румунія вступила у війну на боці Антанти і румунська армія почала наступ в Трансільванії. Південний кордон із Болгарією, яка воювала на боці Центральних держав, прикривала ослаблена 3-тя румунська армія. Намагання керівництва Антанти провести одночасний удар по Болгарії з півночі силами румунської армії і з півдня союзними арміями Салоніцького фронту не було підтримано румунським командуванням. Попри це, союзне командування ухвалило рішення провести наступ у Македонії і таким чином підтримати дії румунської армії на північному фланзі, а також по можливості притягнути якомога більше болгарських військ до Салоніцького фронту.
9 серпня 1916 року в районі біля озера Дойран розпочалися бої місцевого масштабу, які підтвердили побоювання болгарського верховного командування, що противник готує підґрунтя для проведення великомасштабного наступу на Салоніцькому фронті. Незабаром союзники провели ще 4 атаки (10, 15, 16 і 18 серпня) на позиції болгарської армії поблизу озера Дойран, проте всі спроби прорвати фронт провалилися. Болгарські війська стійко оборонялися, а союзні війська, зазнавши важких втрат, урешті-решт зупинилися на попередніх позиціях та рубежах.
17 серпня, в день укладення угоди з Королівством Румунія, болгари самі перейшли в наступ на армії генерала М. Саррая, завдавши ударів одночасно по обох слабких флангах союзників у районі Дойран і в Західній Македонії. Швидкому наступу болгар сприяло збереження нейтралітету Грецією. В цей час в країні спалахнула відкрита конфронтація між політичним табором роялістів, прихильників короля Костянтина I, і лібералів, прихильників прем'єр-міністра Е. Венізелоса. Останні виступали за необхідність негайного вступу Королівства Греція у війну, король навпаки бажав якомога довше зберігати за Грецією нейтралітет. Зрештою політична боротьба обернулась Національним розколом для Королівства Греція.
У момент прибуття військ генерала М. Дітеріхса на Салоніцький фронт невдало вступило у війну Румунське королівство, яке зазнало низку нищівних поразок. Військам Салоніцького фронту довелося терміново рятувати нового «союзника», і головнокомандувач міжсоюзницькими військами генерал М. Саррай кинув 2-гу особливу бригаду на ліквідацію прориву болгар, які зуміли випередити наступ всього Салоніцького фронту на підтримку Королівству Румунія.
На фракійському узбережжі болгари утвердилися на східному березі річки Струми і зайняли грецькі міста Серрес і Драму, а 24 серпня зайняли порт Кавала, вийшовши на узбережжі Егейського моря. Французька республіка здачу Кавали розцінила як зрадництво з боку грецького уряду і союзному флоту довелося вибивати болгарський загін з порту Кавали за допомогою артилерії.
Активні дії болгарської армії останніх тижнів, особливо успіх 3-ї болгарської армії генерала С. Тошева за підтримки німецьких частин фельдмаршала А. фон Макензена, їхні перемоги на Румунському фронті в битвах при Тутракані та Добричі, змусили керівництво Антанти вжити більш рішучих заходів для протистояння розгрому своїх сил на Балканах.

### Хід операції
12 вересня 1916 року після потужної дводенної артилерійської підготовки підрозділи 3-ї сербської армії та французьких військ розпочали загальний наступ і незабаром відтіснили підрозділи 8-ї болгарської піхотної дивізії та зайняли Горнічево. Одночасно з цими боями 12 вересня серби почали атаки на пік Каймакчалан, а британські війська почали спроби розширити плацдарми на правому березі річки Струми. 14 вересня під тиском противника болгарські війська відступили до Леріна, кинувши напризволяще декілька гармат.
23 вересня французи відбили у болгар Леріна, захопивши кілька болгарських гармат. У високогірних районах, на горі Каймакчалан, відбувалася битва між 1-ю бригадою 3-ї болгарської піхотної дивізії і Дрінською дивізією сербської армії. Завзяті атаки сербів болгари відбивали за допомогою артилерії, яка завдала сербським військам важких втрат. Після запеклих боїв, в результаті яких пік кілька разів переходив з рук в руки, до 30 вересня сербським військам все ж вдалося захопити гору. Однак сербська армія зазнала важких втрат, втративши тільки убитими 5 000 солдатів і офіцерів.
До 3 жовтня союзники відтіснили болгар до кордону, з якого вони почали наступ 17 серпня. На цей час армія М. Саррая розтягнулася на широкому фронті у 250 км від гирла річки Струми, через район оз. Дойран до оз. Преспа, усюди перебуваючи в зіткненні з болгаро-німецькими військами. Чисельність військ Салоніцького фронту до 15 жовтня вже становила 413 тис. осіб, з яких 313 тис. бойового складу, і 1 106 гармат.
З листопада 1916 року експедиційні війська союзників за підтримки сербських дивізій продовжували наступ у напрямку на Монастир. 19 листопада 1-ша сербська армія за підтримки російських і французьких військ оволоділа Монастирем, важливим вузлом шляхів у гірській місцевості Сербської Македонії.
Проте їхні дії викликали перегрупування болгарських військ, а також посилення їх в районі Монастира німецькими частинами з румунського фронту і цілим турецьким корпусом, який прибув до району річки Струми. В листопаді сили Антанти на Салоніцькому фронті мали 18 піхотних дивізій (5 французьких, 5 британських, 6 сербських, 1 російську і 1 італійську). Їм протистояли 11 піхотних дивізій противника (8 болгарських, 2 німецьких і 1 турецька). Італійці в Албанії мали три піхотні дивізії проти двох піхотних дивізій Австро-Угорщини.
11 грудня головнокомандувач французької армії генерал Жозеф Жоффр призупинив подальші наступальні дії експедиційних сил на Балканах через незначні здобутки та безперспективність подальших дій.
Війська фронту, що розтягнувся на 350 км, втратили з серпня 47 тис. осіб убитими і пораненими, в тому числі 13 786 французів, 27 337 сербів, 4 580 британців та кілька сотень італійців. Росіяни втратили загиблими та пораненими 1116 осіб, крім того, 863 було хворих. До 80 тис. військових із військ Салоніцького фронту померло або через хворобу були евакуйовані. Загалом війська Антанти на Балканах втратили 130 тис. осіб, або до 30 % всього бойового складу.
Болгарські і німецькі війська втратили 61 000 осіб убитими, пораненими і полоненими. Нова лінія оборони пройшла на північ від Монастира і болгарська артилерія домінувала над містом. Ця лінія оборони збереглася практично до самого закінчення бойових дій на Салоніцькому фронті і прямував по західному берегу озера Тахино на Демир-Хисар, Петрич, Дойранське озеро, Гевгелія, Монастир, озеро Охрид до кордону Албанії.
Крім цього вперше після відступу з території своєї країни, сербська армія зуміла вступити на територію Сербії. Болгарське і німецьке командування в цілому також були задоволені закінченням кампанії 1916 року, а командувач болгарської армії генерал Никола Жеков назвав бої на Чорне «легендарними» з точки зору стійкості болгарської оборони.